# Citacis
Albums de Buckethead
Foosteps
(2013) Outlined for Citacis
(2013)
Citacis est le 91e album de Buckethead et le 61e volume de la série « Buckethead Pikes ». Il fut offert le 20 mai 2014 en version numérique et en version limitée (300 exemplaires) consistant d'un album à pochette vierge dédicacée et numérotée de 1 à 300 par Buckethead pour être livré le 16 juin 2014.
Une version standard a été annoncée, mais n'est toujours pas disponible.

## Liste des titres
| 1.    | Citacis 72 | 3:18 |
| 2.    | Citacis 73 | 3:05 |
| 3.    | Citacis 74 | 2:59 |
| 4.    | Citacis 75 | 3:01 |
| 5.    | Citacis 76 | 3:46 |
| 6.    | Citacis 77 | 4:34 |
| 7.    | Citacis 78 | 1:46 |
| 8.    | Citacis 79 | 2:00 |
| 9.    | Citacis 80 | 4:40 |
| 29:09 |            |      |